# Psychomyia birushka
Psychomyia birushka là một loài Trichoptera trong họ Psychomyiidae. Chúng phân bố ở miền Cổ bắc.